# Ū̃
Ū̃ (minuscule : ū̃), appelé U macron tilde, est une lettre latine utilisée dans l’écriture du lituanien.
Il s’agit de la lettre U diacritée d’un macron et d’un tilde.

## Utilisation
En lituanien, le U macron ‹ Ū, ū › peut être combiné avec un tilde indiquant une syllabe tonique : ‹ Ū̃, ū̃ ›.

## Représentations informatiques
Le U macron tilde peut être représenté avec les caractères Unicode suivants : 
- précomposé (latin étendu A, diacritiques) :

| formes    | représentations | chaînes de caractères | points de code | descriptions                                       |
| --------- | --------------- | --------------------- | -------------- | -------------------------------------------------- |
| capitale  | Ū̃               | Ū◌̃                    | U+016A U+0303  | lettre majuscule latine u macron diacritique tilde |
| minuscule | ū̃               | ū◌̃                    | U+016B U+0303  | lettre minuscule latine u macron diacritique tilde |

- décomposé (latin de base, diacritiques) :

| formes    | représentations | chaînes de caractères | points de code       | descriptions                                                   |
| --------- | --------------- | --------------------- | -------------------- | -------------------------------------------------------------- |
| capitale  | Ū̃               | U◌̄◌̃                   | U+0055 U+0304 U+0303 | lettre majuscule latine u diacritique macron diacritique tilde |
| minuscule | ū̃               | u◌̄◌̃                   | U+0075 U+0304 U+0303 | lettre minuscule latine u diacritique macron diacritique tilde |